# Jardin botanique de Bogor
 (août 2013).
Si vous disposez d'ouvrages ou d'articles de référence ou si vous connaissez des sites web de qualité traitant du thème abordé ici, merci de compléter l'article en donnant les références utiles à sa vérifiabilité et en les liant à la section « Notes et références ».

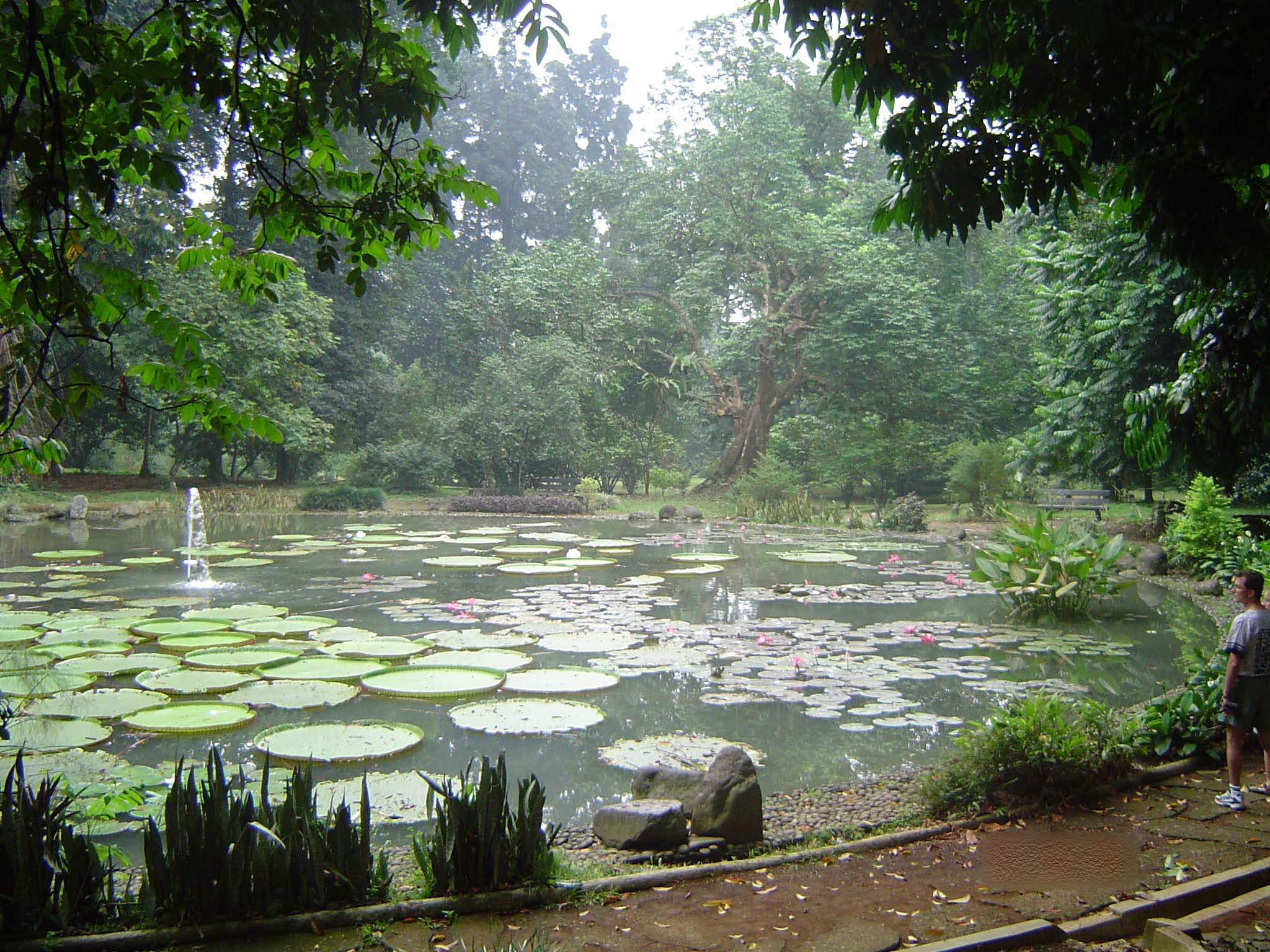
L'étang des nymphéas à Bogor

Le jardin botanique de Bogor, en indonésien Kebun Raya Bogor, se trouve dans la ville de Bogor à Java.
Le jardin fut fondé en 1817 (Bogor s'appelait alors Buitenzorg, qui veut dire « sans soucis » en néerlandais) par le gouvernement des Indes néerlandaises, qui souhaitait réunir les plantes que les Javanais et indigènes des autres régions de leur colonie utilisaient dans leur usage domestique ou comme médicament, et de permettre de les étudier afin de les utiliser à des fins commerciales.
Le jardin est devenu un centre de promotion de l'agriculture et de l'horticulture en Indonésie.

## Historique
Le jardin botanique se trouvait sur les terrains aux alentours du palais du gouverneur de Java, Sir Thomas Stamford Raffles (1781-1826). Pendant son séjour à Buitenzorg il souhaita laisser autour du palais un jardin de style anglais. Il alla même jusqu'à acheter des plantes du jardin de Kew, à Londres. De plus il érigea un monument à la mémoire de sa femme, Lady Olivia Marianne, qui mourut en 1814. D'ailleurs ce dernier peut encore être vu dans le jardin.
Le fondateur des « Lands Plantentuin » (Espace des jardins plantés), du nom que les Néerlandais lui avaient donné, était Casper Georg Carl Reinwardt un Allemand qui avait initialement voyagé aux Pays-Bas pour étudier les sciences naturelles et se spécialiser en botanique et en chimie. En 1817, Reinwardt qui avait alors 44 ans fut nommé directeur des questions agricoles sur Java et les îles environnantes. Le 18 mai 1817, 47 hectares des terrains qui entouraient le palais du gouverneur furent convertis en jardin botanique et Reinwardt fut nommé premier directeur du jardin botanique de Buitenzorg, de 1817 à 1822. Durant cette période 900 nouvelles plantations furent effectuées dans le jardin.

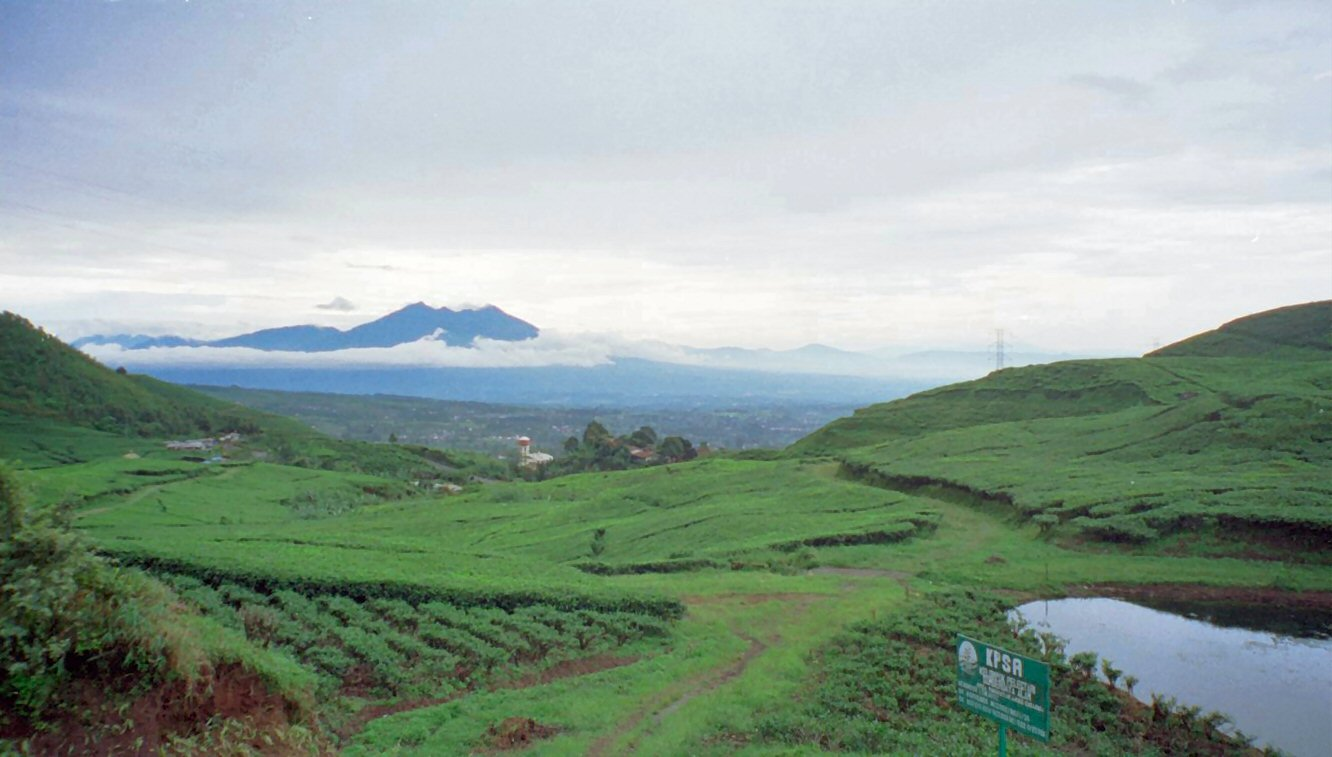
Cultures de thé aux environs de Bogor, Java.

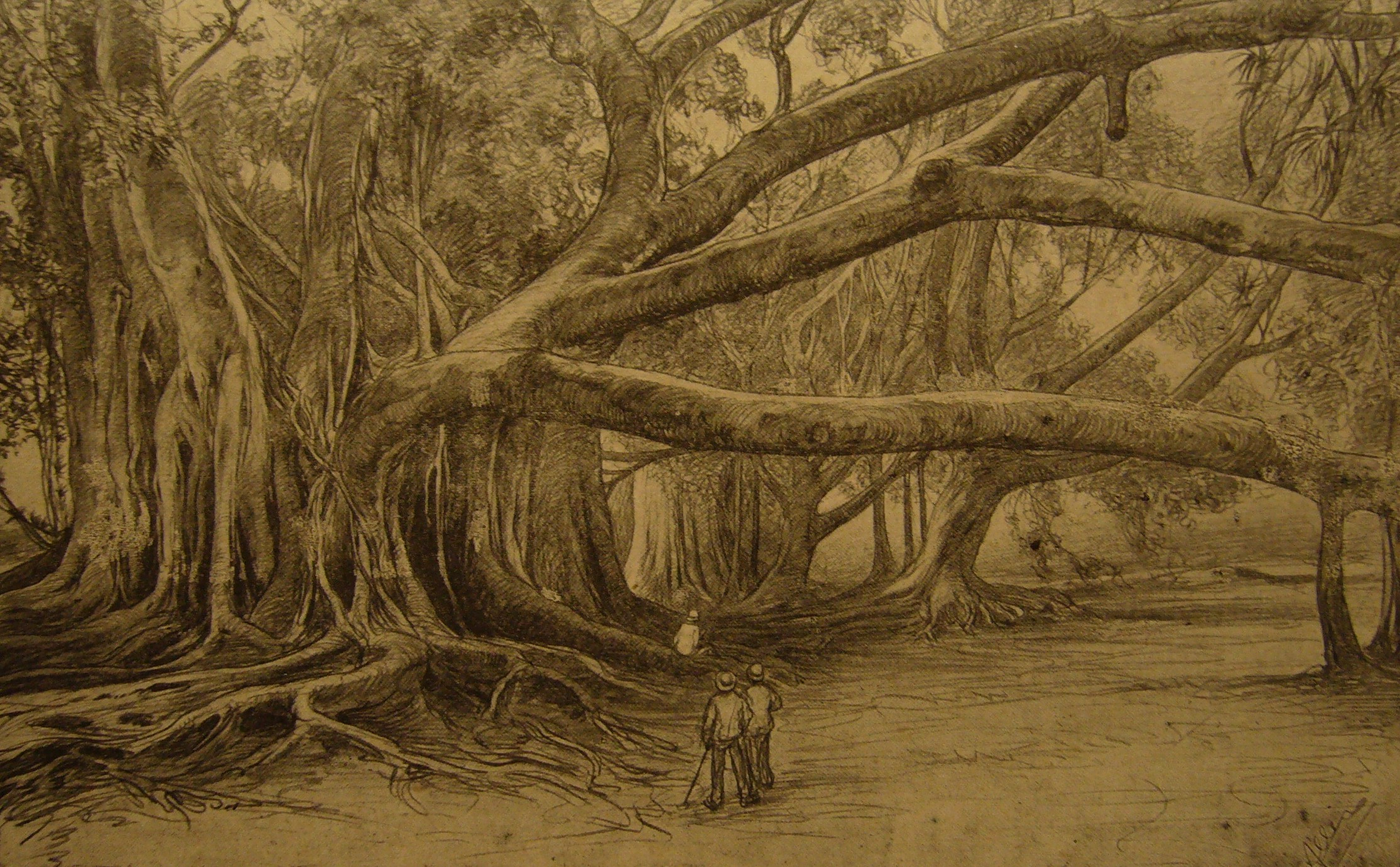
Dessin d'après nature du jardin botanique de Buitenzorg (Aujourd'hui Bogor) par C.W. Allers fin XIXe début XXe siècle.

En 1823 Carl Ludwig Blume qui fut directeur de 1822 à 1826 publia le premier catalogue de plantes, contenant 914 espèces. Un des faits les plus importants de ce jardin survint quand en 1826 arrivèrent du Japon quelques plants de théier, envoyés par Philipp Franz von Siebold (médecin et botaniste qui travaillait pour la Compagnie néerlandaise des Indes orientales à Dejima), sans que les Japonais n'en soient avertis alors que son commerce était contrôlé de manière très stricte par ce pays. Le succès de la propagation et de la culture fut tel qu'en 1833, Java hébergeait plus d'un demi million d'arbres à thé.
En 1830 Johannes Elias Teijsmann fut nommé directeur conservateur de Buitenzorg. Il occupa ce poste plus de 50 ans, et avec l'aide de son assistant, Justus Carl Hasskarl, il développa et organisa le jardin en familles taxinomiques. Ce dernier lui proposa aussi de créer une bibliothèque, ce qui fut concrétisé en 1842 avec l'ouverture de la « Bibliotheca Bogoriensis », et la construction d'un bâtiment pour l' « Herbarium Bogoriense », qui fut ouvert en 1844.
En 1844 Teijsmann compila le second catalogue de plantes, dans lequel étaient listées plus de 2800 espèces. Durant de nombreuses années Teijsmann ramena des milliers de plantes à Bogor de ses voyages dans l'archipel. L'arbre de feu, Delonix regia, qui se rencontre actuellement dans toute l'Indonésie fut introduit en 1848 par Teijsmann de Singapour.

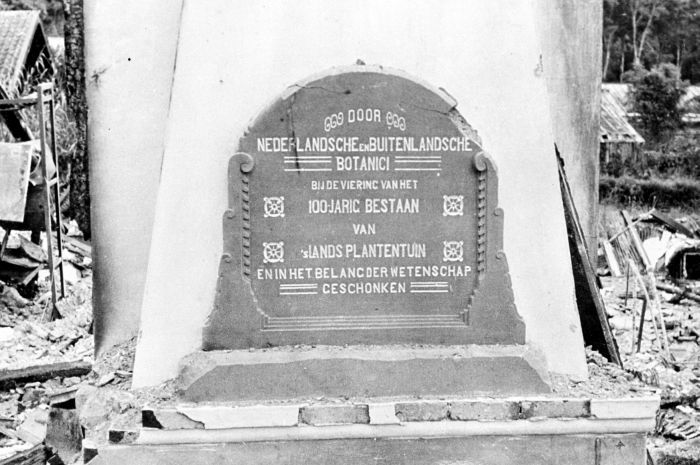
Monument érigé pour le centenaire du Jardin, partiellement détruit lors de la Deuxième guerre mondiale.

En 1848, le jardin reçut quatre semences de palmier oléagineux en provenance du jardin botanique(Amsterdam) qui s'était vu doté de deux palmiers en pots apportés à Amsterdam par la Compagnie des Indes de l'île Maurice, une île de l'Océan Indien, qui produisait des semences depuis six ans, et qui furent propagées dans tout le Sud-est asiatique. Ces graines furent les premières introduites en Indonésie, à partir de là, la culture du palmier oléagineux s'étendit à tout l'archipel, faisant de la palme un bien économique de première importance, en fournissant une source d'alimentation et de fibres végétales pouvant constituer des cordes ou des nattes.
Depuis 2004, des greffes sur des plants de Tetrastigma ont été entrepris par Sofi Mursidawati pour cultiver le Rafflesia patma dans le Jardin botanique de Bogor. Les premières fleurs ont éclos en 2010. Le partenariat avec le Conservatoire botanique de Brest a pour objectif de développer la réintroduction de plants dans la nature,. Les premières fleurs issues de la germination de graines de Rafflesia arnoldii ont éclos en 2022,.

### Directeurs du jardin
- 1817-1822 : Caspar Georg Carl Reinwardt (1773-1854).
- 1823-1826 : Carl Ludwig Blume (1789-1862).
- 1830-1869 : Johannes Elias Teijsmann (1808-1882).
- 1869-1880 : Rudolph Herman Christiaan Carel Scheffer (1844-1880).
- 1880-1910 : Melchior Treub (1851-1910).
- 1918-1932 : Willem Marius Docters van Leeuwen (1880-1960).
- 1932-1943 : Hermann Ernst Wolff von Wülfing (1891-1945).
- 1943-1945 : Takenosin Nakai (1882-1952).
- 1948-1951 : Dirk Fok van Slooten (1891-1953).

## Vues panoramiques

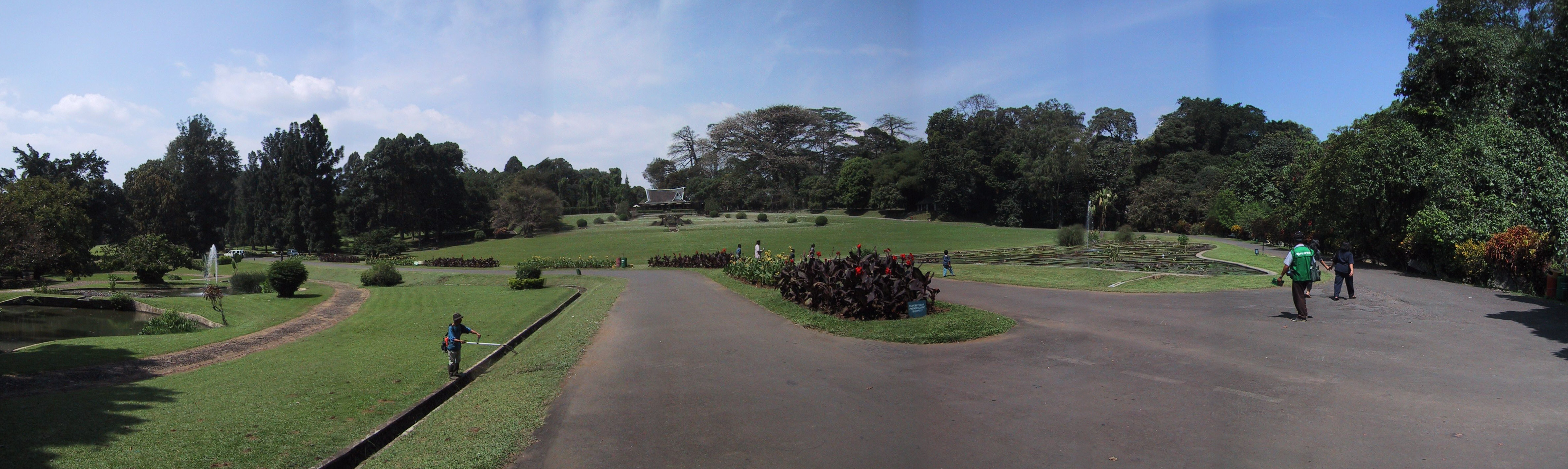
Kebun Raya bogor

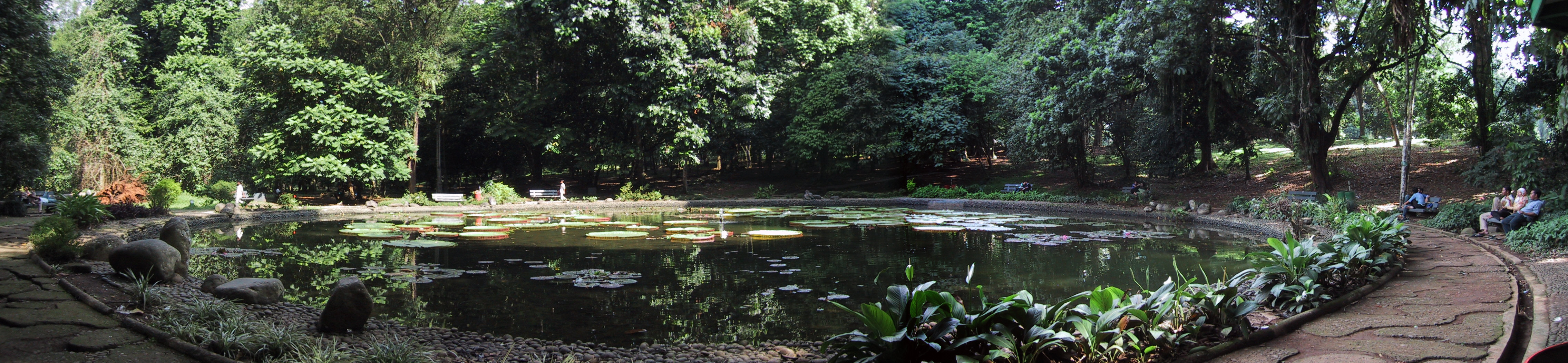
Le jardin d'eau

## Description et collections
Le Jardin botanique de Bogor s'étend sur 87 ha au cœur d'une ville de 300 000 habitants en pleine expansion. Il accueille chaque année quelque 2 000 000 de visiteurs. Il héberge notamment de riches collections d’Arecaceae, Orchidaceae (500 espèces), Dipterocarpaceae, Palmeae, Musceae, Dioscoreaceae et autres fruits tropicaux, ainsi que de nombreuses espèces ligneuses tropicales.
Il est géré par l'Institut indonésien des sciences (LIPI).

## Installations

### La maison des orchidées
Cet édifice fut agrandi en 1977 grâce à l'aide financière de la femme du président Ibu Siti Hartinah Soeharto. Dans la collection actuelle on trouve les exemplaires des collections antérieures à 1985, qui ne comprend que peu de représentantes des orchidées autochtones des îles indonésiennes. À partir de 2006 des missions de collecte d'exemplaires sauvages ont été organisées pour toutes les îles, ce qui a augmenté considérablement la collection et fait donner à celle-ci une valeur inestimable. Le public ne peut d'ailleurs la visiter que muni d'une autorisation spéciale.

### Pusat Penelitian dan Pengembangan Biologi
Dans les années 1980, le Lembaga Biologi Nasional ou LBN (Institut National de Biologie) s'est réorganisé. Le Pusat Penelitian dan Pengembangan Biologi (Centre de Recherche et de Développement en Biologie) et le jardin du même nom se sont alors séparés. En 1990, on pouvait lire « Soetikno Wirjoatmodjo » au fronton du centre et « Suhirman » sur celui du jardin.